# دانيال بيرسون
دانيال بيرسون (بالإنجليزية: Daniel Pearson)‏ هو كاتب أغاني وموسيقي بريطاني، ولد في 29 يوليو 1982.